# Барикади театру

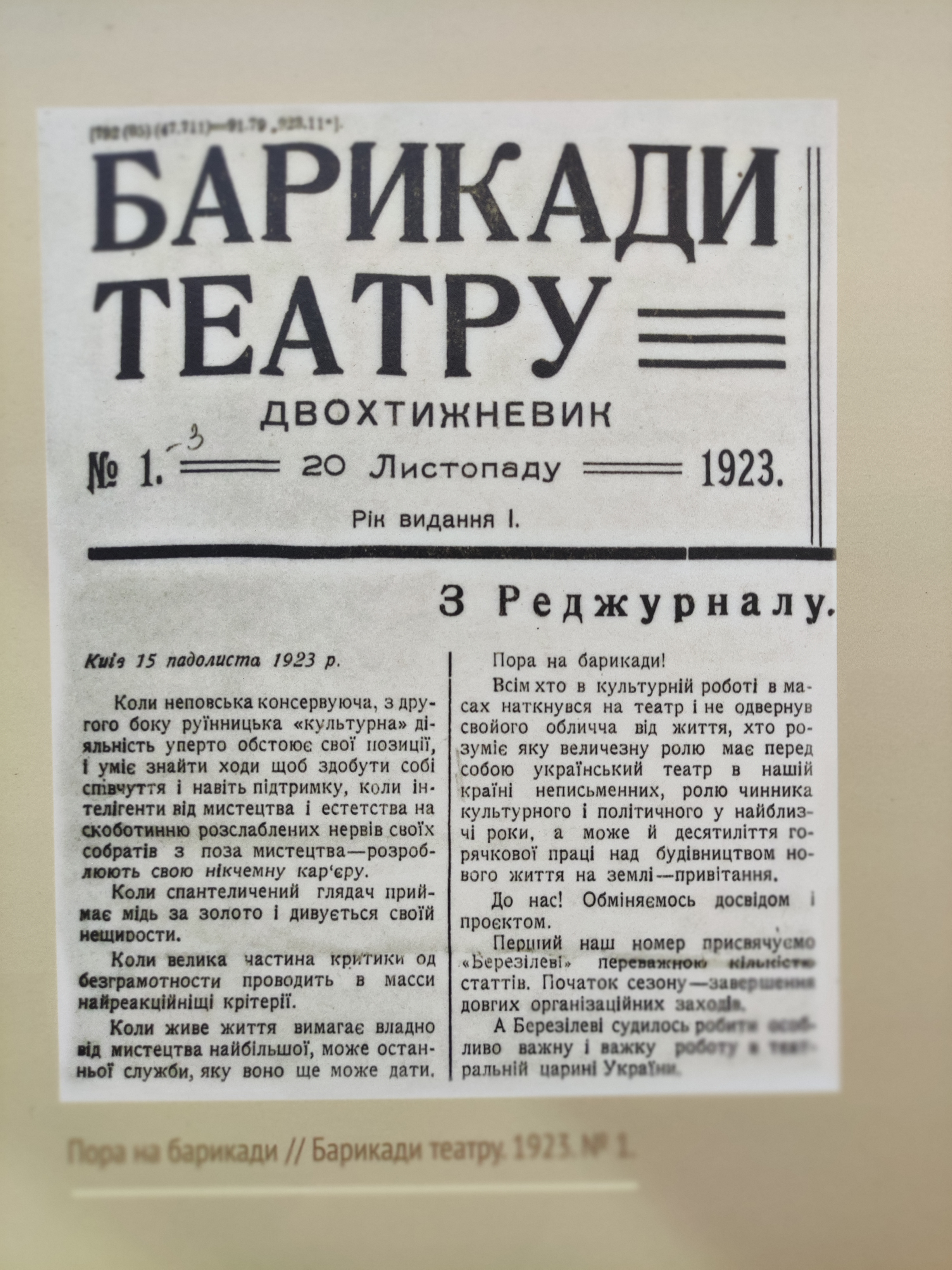
Фото двотижневика Барикади театру. Фрагмент виставки «Імена, викреслені з афіш» у Биківнянському меморіалі.

«Барикади театру» — літературно-художній журнал, двотижневик, що видавався театром «Березіль», виходив друком в Києві в 1923—1924 роках (від жовтня 1923 до січня 1924). Редакція знаходилася на вул. Воровського (нині — Хрещатик, 29).
У журналі друкувалися статті театральних діячів (Лесь Курбас, Василь Василько, Йона Шевченко) та письменників (Ґео Шкурупій, Михайль Семенко, Олекса Слісаренко, Микола Бажан (під криптонімом Н. Б.) та ін.).
Всього вийшло 5 номерів — № 1 (20 листопада 1923, 16 с.), № 2/3 (30 грудня 1923, 20 с.), № 4/5 (січень 1924, 20 с.). На останній сторінці кожного випуску було вказано: «Видає „Березіль“. Редагує Колегія». Крім статей, рецензій та хронік театральних подій, у журналі друкувалися програми останніх вистав «Березоля». Використовувались численні фотографії та малюнки.
В листопадовому номері за 1923 рік було опубліковано «Відозву ініціативного бюро Жовтневого блоку мистецтва» від футуристичної організації «Аспанфут» та театру «Березіль», яка закликала всі пролетарські літературно-мистецькі угруповання об'єднатись і спільно творити комуністичну культуру та боротися з «буржуазно-міщанськими» проявами в літературі та мистецтві.